# Glyptorhagada euglypta
Glyptorhagada euglypta är en snäckart som beskrevs av Tate 1899. Glyptorhagada euglypta ingår i släktet Glyptorhagada och familjen Camaenidae. IUCN kategoriserar arten globalt som sårbar. Inga underarter finns listade i Catalogue of Life.